# Monatshefte für Mathematik
Monatshefte für Mathematik, anciennement Monatshefte für Mathematik und Physik (Revue mensuelle de mathématique et de physique), est une revue de mathématiques à comité de lecture créée en 1890.

## Description
La revue publie des articles de recherche d'intérêt général dans tous les domaines des mathématiques. Des synthèses sur des développements importants dans les domaines des mathématiques pures et appliquées et de la physique mathématique sont également publiées.
Comme son nom l'indique, la revue paraît tous les mois; les numéros mensuels sont groupés en trois volumes annuel à quatre numéros chacun. Pour l'année 2021, ce sont les volumes 194 — 196. À titre d'exemple, le volume 194 comporte environ 750 pages.

## Historique
La revue a été fondée par Gustav von Escherich et Emil Weyr en 1890 sous le nom de Monatshefte für Mathematik und Physik, et publiée jusqu'en 1944. En 1947, la revue a été refondée par Johann Radon sous son titre actuel. Elle publiée par Springer en coopération avec la Société mathématique autrichienne.
Au fil des ans, la revue a publié nombre d'auteurs connus, allant de Giuseppe Peano et Alfred Tauber à Paul Erdös et 
Bartel Leendert van der Waerden. Les volumes des Monatshefte contiennent des articles d'analystes (Ludwig Bieberbach, H. Hahn, E. Helly, R. Nevanlinna, J. Radon, F. Riesz, W. Wirtinger), en topologie (K. Menger, K. Kuratowski, L. Vietoris, Kurt Reidemeister) et en théorie des nombres (Franz Mertens, Ph. Furtwängler, E. Hlawka, E. Landau). Elle a également publié des contributions de physiciens tels que Max Planck et Werner Heisenberg et de philosophes tels que Rudolf Carnap et Friedrich Waismann. La revue a joué un rôle essentiel dans l'analyse des fondements des mathématiques (Luitzen Egbertus Jan Brouwer, Alfred Tarski et Kurt Gödel). Parmi les articles les plus connus figure « Über formal unentscheidbare Sätze der Principia Mathematica und verwandter Systeme I » de Kurt Gödel, publié en 1931.

## Indexation
La revue est indexée par Mathematical Reviews et Zentralblatt MATH. Son QCM de Mathematical Reviews en 2009 est 0,58 et sur SCImago Journal Rank son facteur d'impact en 2020 est de 0,72.